# Andrzej Jaworski (leśnik)
Andrzej Jaworski (ur. 2 stycznia 1944 w Laszkowie, zm. 2 sierpnia 2024) – polski leśnik, profesor nauk leśnych.

## Życiorys
W 1995 r. uzyskał tytuł profesora nauk leśnych. Pracował na stanowisku profesora zwyczajnego i kierownika w Katedrze Szczegółowej Hodowli Lasu na Wydziale Leśnym Uniwersytetu Rolniczego im. Hugona Kołłątaja w Krakowie.
Był członkiem Komitetu Zagospodarowania Ziem Górskich Polskiej Akademii Nauk i Komitetu Nauk Leśnych PAN.

## Odznaczenia i wyróżnienia
- Krzyż Kawalerski Orderu Odrodzenia Polski[3][4]
- 2014: Doktor honoris causa Uniwersytetu Przyrodniczego w Poznaniu[2][3][4]